# Dinklageella liberica
Dinklageella liberica är en orkidéart som beskrevs av Rudolf Mansfeld. Dinklageella liberica ingår i släktet Dinklageella och familjen orkidéer. Inga underarter finns listade i Catalogue of Life.